# قهرمان اکشن (فیلم)
قهرمان اکشن (هندی: एन एक्शन हीरो) فیلمی هندی در ژانر اکشن کمدی محصول سال ۲۰۲۲ به کارگردانی آنیرود آیر است. این فیلم در جشنواره‌های مختلف حاضر و در ۷ رشته نامزد و در ۱ رشته تدوین برنده جایزه شد.
این فیلم نقدهای مثبتی دریافت؛ اما در گیشه خوب ظاهر نشد.

## تولید
تصمیم به ساخت فیلم در اکتبر ۲۰۲۱ اعلام شد و تصویربرداری آن از ژانویه ۲۰۲۲ در لندن آغاز و در مارس ۲۰۲۲ خاتمه یافت.

## خلاصه داستان
ماناو کورانا (آیوشمان کورانا) یک بازیگر معروف فیلم‌های اکشن است و برای فیلمبرداری فیلم جدیدش به روستا هاریانا می‌رود. ویکی سولانکی بخاطر برادر بزگترش بوره سولانکی (جیدیپ احلوات) یکی از نامزدهای انتخابات محلی، پیش ماناو می‌رود تا از او بخواهد برای تبلیغات انتخابات پیش برادرش برود. ماناو که منتظر ماشین جدیدش است ویکی را در پشت صحنه منتظر می‌گذارد و بی‌توجه به او با ماشینش به طرف جاده می‌رود. ویکی عصبانی شده به تعقیب او می‌پردازد. پس از درگیری در جاده، ماناو او را هل می‌دهد و سرش به سنگ برخورد می‌کند و می‌میرد. ماناو شوکه شده فرار می‌کند و به انگلیس می‌رود. بعد از تحقیقات پلیس آنها مظنون را پیدا کرده و به بوره خبر می‌دهند، حال او می‌خواهد انتقام برادرش را بگیرد به همین خاطر

## بازیگران
- آیوشمان کورانا
- جایدیپ اهلاوات
- مالایکا آرورا
- نورا فتحی
- آکشی کومار (حضور افتخاری)[۱۰]